# Felice Orsini
Teobaldus Orsus Felice Orsini (Meldola, 10 december 1819 - Parijs, 13 maart 1858) was een Italiaanse revolutionair en patriot, was een belangrijk figuur binnen de Risorgimento en pleegde op 14 januari 1858 een mislukte aanslag op Napoleon III, de keizer van Frankrijk, waarvoor hij ter dood werd veroordeeld.
Orsini was lid van de Jong Italië-beweging en was de aanstichter en organisator van de aanslag, die hij uitvoerde met drie medeplichtigen: Giovanni Andrea Pieri, Antonio Gomez en Charles DeRudio. Hij verwijt de keizer dat die, onder de invloed van de Ordepartij, de Risorgimento (de eenmaking van Italië) zou verhinderen, een zaak waar Orsini voorstander van was.

## Biografie

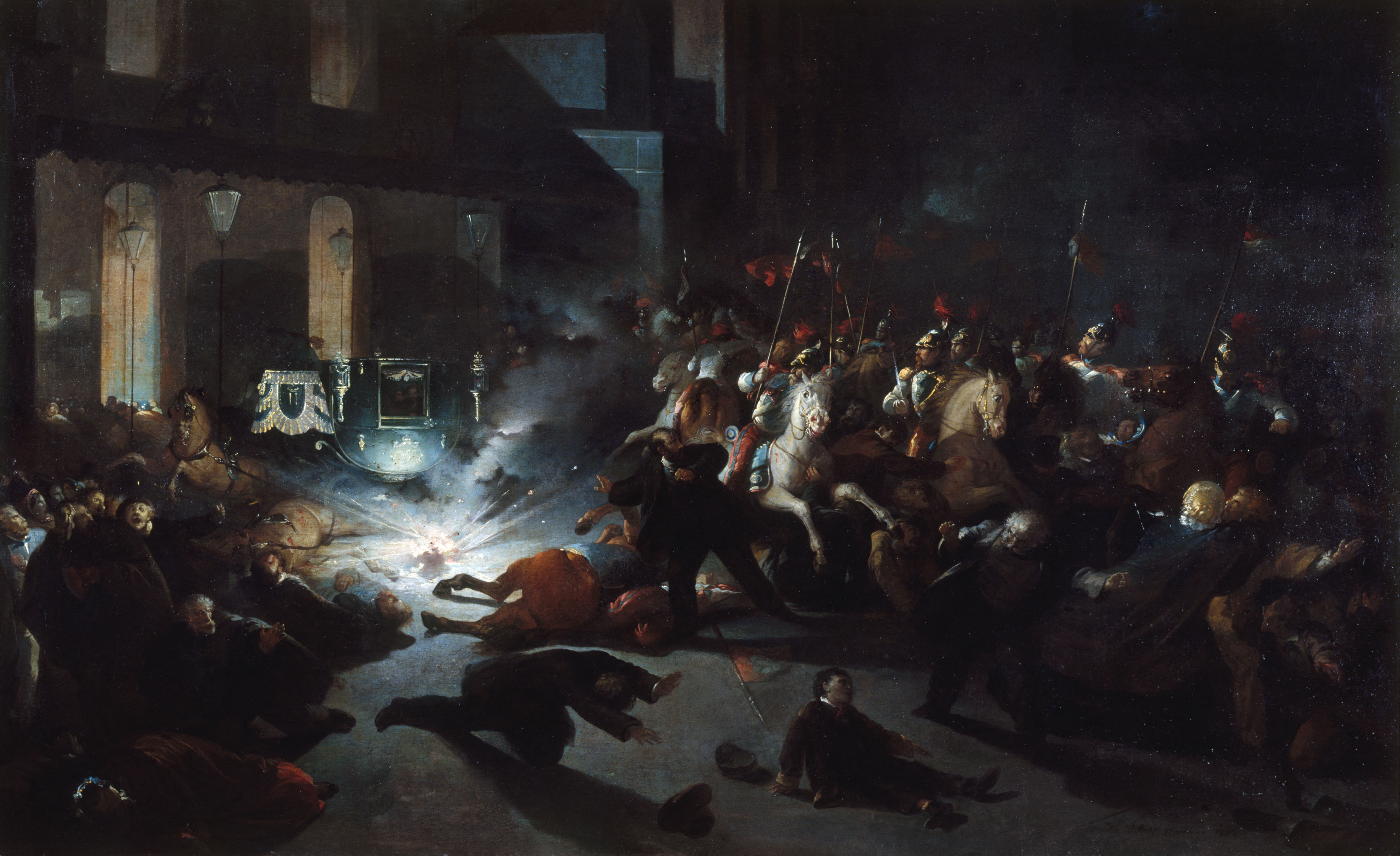
Voorstelling van de mislukte aanslag op Napoleon III op 14 januari 1858.

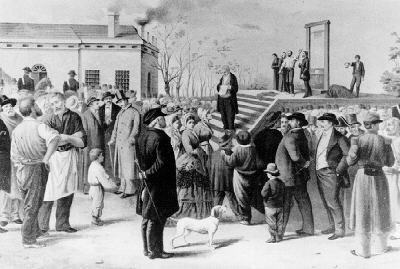
Executie van Felice Orsini op 13 maart 1858.

Felice Orsini werd geboren als zoon van een Carbonari-officier in Meldola, nabij Forlì in de Pauselijke Staten. Hij studeerde rechten aan de universiteit van Bologna, waar hij in 1843 afstudeerde. Op zijn achttiende sloot hij zich aan bij de Jong Italië-beweging. Deze geheim-republikeinse beweging werd in 1831 opgericht door Giuseppe Mazzini en had de eenheid van Italië en de Italianen als doel. In 1844 nam hij deel aan een mislukte opstand in Romagna. Samen met zijn vader werd hij opgepakt, maar zij verkregen gratie van paus Pius IX. Hierop vestigde Orsini zich in Toscane, maar keerde spoedig terug en werd de rechterhand van Mazzini.
In 1848 nam hij deel aan de Eerste Italiaanse Onafhankelijkheidsoorlog tegen het Oostenrijkse leger. Hij onderscheidde zich tijdens de Slag bij Mestre op 27 oktober 1848. Na de oprichting van de kortstondige revolutionaire Romeinse Republiek werd hij in februari 1849 verkozen als volksvertegenwoordiger in de constituante. Vervolgens werd hij naar Ancona gestuurd om er de openbare veiligheid te herstellen. Hij voerde weerstand tegen de Franse troepen die de paus te hulp waren geschoten en schaarde zich achter Giuseppe Garibaldi.
Na de val van de Romeinse Republiek vertrok Orsini naar Genua en later naar Nice, dat toen in het Koninkrijk Sardinië lag. Hij richtte er het bedrijf "Monti & Orsini" op, dat was gewijd aan de verkoop van cannabis. In Nice werden zijn twee dochters geboren, Ernestina in 1851 en Ida in 1853. Hij hervatte echter snel zijn activiteiten als samenzweerder, steeds in contact met Mazzini.
In 1854 deed hij twee andere mislukte pogingen om opstand uit te lokken in Lunigiana en Valtellina. Tijdens een clandestiene reis als rechterhand van Mazzini in het Habsburgse Rijk. Hij werd op 17 december 1854 door de Oostenrijkse politie opgepakt in Hongarije en gevangengezet in de gevangenis van Mantua. Hij wist te vluchten op 30 maart 1856 met de hulp van de rijke Emma Siegmund, die de gevangenbewaarders kon omkopen en die hem vergezelde in een wagen naar Genua, vanwaar hij naar Engeland vertrok. Hij vestigt zich in Londen, waar hij een aanval voorbereidde tegen keizer Napoleon III, die hij verantwoordelijk stelde voor de mislukking van de Romeinse Republiek in 1849.